# Brevard
Brevard is een plaats (city) in de Amerikaanse staat North Carolina, en valt bestuurlijk gezien onder Transylvania County.

## Demografie
Bij de volkstelling in 2000 werd het aantal inwoners vastgesteld op 6789.
In 2006 is het aantal inwoners door het United States Census Bureau geschat op 6654, een daling van 135 (-2,0%).

## Geografie
Volgens het United States Census Bureau beslaat de plaats een oppervlakte van
12,4 km², geheel bestaande uit land. Brevard ligt op ongeveer 648 m boven zeeniveau.

## Plaatsen in de nabije omgeving
De onderstaande figuur toont nabijgelegen plaatsen in een straal van 28 km rond Brevard.